# جیانلوکا گراسادونیا
جیانلوکا گراسادونیا (انگلیسی: Gianluca Grassadonia؛ زادهٔ ۲۰ مهٔ ۱۹۷۲) بازیکن فوتبال اهل ایتالیا است.
از باشگاه‌هایی که در آن بازی کرده‌است می‌توان به باشگاه فوتبال کوزنتسا کالچو، باشگاه فوتبال کیه‌وو ورونا، باشگاه فوتبال سالرنیتانا، باشگاه فوتبال فوجا، باشگاه فوتبال ونتزیا، باشگاه فوتبال کالیاری، باشگاه فوتبال آ.ث. میلان، و باشگاه فوتبال یووه استابیا اشاره کرد.